# Mabscott
Mabscott és una població dels Estats Units a l'estat de Virgínia de l'Oest. Segons el cens del 2000 tenia 1.403 habitants.

## Demografia
Segons el cens del 2000, Mabscott tenia 1.403 habitants, 581 habitatges, i 428 famílies. La densitat de població era de 595,3 habitants per km².
Dels 581 habitatges en un 30,3% hi vivien nens de menys de 18 anys, en un 57% hi vivien parelles casades, en un 13,9% dones solteres, i en un 26,3% no eren unitats familiars. En el 23,6% dels habitatges hi vivien persones soles el 12,7% de les quals corresponia a persones de 65 anys o més que vivien soles. El nombre mitjà de persones vivint en cada habitatge era de 2,41 i el nombre mitjà de persones que vivien en cada família era de 2,82.
Per edats la població es repartia de la següent manera: un 23,2% tenia menys de 18 anys, un 7,8% entre 18 i 24, un 25,8% entre 25 i 44, un 26,9% de 45 a 60 i un 16,3% 65 anys o més.
L'edat mediana era de 41 anys. Per cada 100 dones de 18 o més anys hi havia 87 homes.
La renda mediana per habitatge era de 28.021 $ i la renda mediana per família de 38.472 $. Els homes tenien una renda mediana de 33.125 $ mentre que les dones 22.500 $. La renda per capita de la població era de 15.638 $. Entorn del 19,4% de les famílies i el 24,2% de la població estaven per davall del llindar de pobresa.

## Poblacions properes
El següent diagrama mostra les poblacions més properes.